# ۸۳ (میلادی)
۸۳ (میلادی) هشتاد و سومین سال تقویم میلادی است.

## رویدادها
بر اساس مکان
امپراتوری روم
- تاریخ احتمالی نبرد مونس گراپیوس (۸۳ یا ۸۴ میلادی): به گفته تاسیتوس، ۱۰۰۰۰ بریتانیایی و ۳۶۰ رومی کشته شدند.
- امپراتور دومیتیان با چتی‌ها، یک قبیله ژرمنی، می‌جنگد. پیروزی او امکان ساخت استحکامات (لایم‌ها) در امتداد مرز راین را فراهم می‌کند.[۱]
- قلعه رومی اینچتوتیل در اسکاتلند ساخته شده است.

- دومیتیان نیز، باز هم، یک کنسول رومی است.

- تاریخ احتمالی بازدید دمتریوس تارسوسی از جزیره‌ای در هبریدها که محل سکونت مردان مقدس، احتمالاً دروئیدها، بوده است.

- در روم، اخته کردن بردگان ممنوع است.

## زادگان
- ویبیا سابینا، امپراتور روم (د. حدود ۱۳۶)

## درگذشتگان
- مارکوس پمپیوس سیلوانوس، سیاستمدار رومی